# Lento violento... e altre storie
Lento violento... e altre storie es un álbum de Gigi D'Agostino, salido el 27 de abril de 2007.
El álbum tiene 35 canciones en estilo lento violento, subdivididas en dos CD. Las canciones de este disco son una mezcla alternada de canciones lentas y de canciones denominadas lento violento. Con más de 20.000 copias vendidas es disco de plata.
La canción «Gioco armonico» contiene la vocalización de Bla Bla Bla.

## Pistas

### CD 1
1. E di nuovo cambio casa (Gigi D'Agostino)
2. Impressioni di settembre (bozza grezza) (Gigi D'Agostino)
3. L'uomo sapiente (Gigi D'Agostino)
4. Gigi's Love (Volando) (Gigi D'Agostino)
5. Vorrei fare una canzone (Gigi D'Agostino Tanz) (Gigi D'Agostino & Magic Melodien)
6. Ginnastica mentale F.M. (Gigi D'Agostino)
7. Please Don't Cry (Gigi D'Agostino F.M. Tanz) (Gigi D'Agostino & The Love Family)
8. Passo folk (Lento Violento Man)
9. Lo sbaglio (Orgoglio Mix) (Gigi D'Agostino)
10. Arcobaleno (Gigi D'Agostino)
11. Solo in te (Gigi D'Agostino F.M. Trip) (Gigi D'Agostino & Ludo Dream)
12. Ho fatto un sogno (F.M.) (Gigi D'Agostino)
13. Gioco armonico (Gigi D'Agostino)
14. Viaggetto (Gigi D'Agostino & The Love Family)
15. Stand by Me (Gigi D'Agostino & Luca Noise Trip) (Gigi D'Agostino & The Love Family)
16. Il cammino (Gigi D'Agostino F.M. Tanz) (Dimitri Mazza & Gigi D'Agostino)
17. Ginnastica mentale (Gigi D'Agostino)
18. Un mondo migliore (Gigi D'Agostino)
19. Lo sbaglio (Teatro Mix) (Gigi D'Agostino)

### CD 2
1. Ininterrottamente (Gigi D'Agostino)
2. Capatosta (Lento Violento Man)
3. Pietanza (Lento Violento Man)
4. Oscillazione Dag (Lento Violento Man)
5. Passo felino (Lento Violento Man)
6. Endis (Lento Violento Man)
7. Tira e molla (La tana del suono)
8. Raggi Uonz (Lento Violento Man)
9. La batteria della mente (Lento Violento Man)
10. Passo folk (Marcia tesa) (Lento Violento Man)
11. Legna degna (F.M.) (Lento Violento Man)
12. Tordo sordo (Lento Violento Man)
13. Please Don't Cry (Gigi D'Agostino Tanz) (Gigi D'Agostino & The Love Family)
14. Ho fatto un sogno (Gigi D'Agostino)
15. Un mondo migliore (B Side) (Gigi D'Agostino)
16. Voyage (Assaggio Mix) (Gigi D'Agostino)